# 阿夫利海姆
阿夫利海姆（荷蘭語：Affligem，荷蘭語發音：[ˈɑfliɣɛm] ⓘ）是比利时弗拉芒大区弗拉芒布拉班特省哈勒-维尔福德区的一个市镇，北面和西面与东佛兰德省接壤，通行荷蘭語，是弗拉芒社群的一部分，面积17.70平方千米，人口13,225人（2018年1月1日）。